# Herbert Stohs
Herbert Stohs (* 25. September 1913 in Dornbirn; † 9. Jänner 1997 ebenda) war ein österreichischer Politiker (ÖVP) und Gemeindebeamter. Er war von 1962 bis 1975 Abgeordneter zum Österreichischen Nationalrat.
Stohs besuchte nach der Volksschule vier Klassen eines Gymnasiums und erlernte danach den Beruf des Webers. Er arbeitete zunächst in seinem erlernten Beruf und war danach als Krankenkassenbeamter beschäftigt. 1938 wurde er nach der Machtergreifung der Nationalsozialisten aus dem Dienst entlassen. Zudem wurde er mit einem Aufenthaltsverbot in seiner Heimatstadt Dornbirn belegt.
Nach dem Zweiten Weltkrieg arbeitete Stohs als Schlachthausverwalter und Marktkommissär der Stadt Dornbirn. Stohs wirkte als Landesobmann-Stellvertreter im ÖAAB Vorarlberg und war ab 1964 Vorsitzender-Stellvertreter der Gewerkschaft der Gemeindebediensteten. Er war zudem als Präsident der Internationalen christlicher Gewerkschafter der Gemeindebediensteten Europas aktiv und vertrat die ÖVP zwischen 1959 und 1962 im Vorarlberger Landtag. Danach war er vom 14. Dezember 1962 bis zum 4. November 1975 Abgeordneter zum Nationalrat.